# 亀田忠
亀田 忠（かめだ ただし、1912年9月8日 - 1976年9月22日）は、アメリカ合衆国ハワイ準州（Territory of Hawaii）出身のプロ野球選手（投手）。日系二世である。大阪タイガースに所属した亀田敏夫は実弟。
シーズン与四球の日本記録保持者（280与四球）。

## 来歴・人物
1938年にイーグルスに入団。速球と大きく落ちるカーブを武器に活躍した。反面、コントロールに難があり、「三振か四球か」という豪快なピッチングであった。1940年と1941年の2度ノーヒットノーランを達成しているが、そのときもそれぞれ9個、6個の四死球を記録している。また、1939年にはノーヒットに抑えながら10四死球と2失策で失点（2-1で勝利）という試合も記録した。三振と四死球にまつわる記録には事欠かず、以下のようなものを残している。
- 1938年9月16日、対巨人戦で延長14回を投げ、20奪三振。これは現在も延長戦も含めた場合の1試合最多奪三振記録である。ただし、この試合でも序盤は四球に苦しみ、結果は引き分け（5-5）であった。
- 1940年のシーズンに297奪三振を記録。これは当時のプロ野球記録[2]で、戦後の1955年に金田正一が350個の記録を樹立するまで破られなかった。
- 1939年のシーズンには283個の与四死球を記録し、こちらは現在もプロ野球記録。翌1940年も282個を記録した。在籍中の通算では一試合（9イニング）平均6.32個の与四死球を記録し、これは平均被安打（5.89本）より多い。押し出しも通算で34個という成績であった。

1941年6月、日米関係の悪化に伴い、アメリカ政府の命令により、実弟の敏夫や堀尾文人（阪神）・長谷川重一（黒鷲）とともに帰国した。
帰国した1941年を除きすべてチームの試合数の半分以上に登板した。戦後1947年に来日して、後楽園球場でプロ野球観戦をしている。戦後はハワイ州政府に勤務した。
1976年、脳梗塞で死去した。

## 詳細情報

### 年度別投手成績
| 年 度     | 球 団             | 登 板 | 先 発 | 完 投 | 完 封 | 無 四 球 | 勝 利 | 敗 戦 | セ 丨 ブ | ホ 丨 ル ド | 勝 率 | 打 者 | 投 球 回 | 被 安 打 | 被 本 塁 打 | 与 四 球 | 敬 遠 | 与 死 球 | 奪 三 振 | 暴 投 | ボ 丨 ク | 失 点 | 自 責 点 | 防 御 率 | W H I P |
| --------- | ----------------- | ----- | ----- | ----- | ----- | -------- | ----- | ----- | -------- | ----------- | ----- | ----- | -------- | -------- | ----------- | -------- | ----- | -------- | -------- | ----- | -------- | ----- | -------- | -------- | ------- |
| 1938春    | イーグルス 黒鷲軍 | 29    | 19    | 17    | 5     | 0        | 12    | 9     | --       | --          | .571  | 788   | 187.2    | 105      | 3           | 143      | --    | 1        | 137      | 5     | 0        | 56    | 43       | 2.06     | 1.32    |
| 1938秋    | イーグルス 黒鷲軍 | 23    | 19    | 15    | 1     | 0        | 7     | 10    | --       | --          | .412  | 738   | 169.2    | 109      | 6           | 127      | --    | 0        | 131      | 4     | 0        | 70    | 48       | 2.54     | 1.39    |
| 1939      | イーグルス 黒鷲軍 | 55    | 41    | 30    | 4     | 0        | 14    | 27    | --       | --          | .341  | 1641  | 371.0    | 306      | 8           | 280      | --    | 3        | 208      | 14    | 2        | 184   | 127      | 3.08     | 1.58    |
| 1940      | イーグルス 黒鷲軍 | 56    | 46    | 43    | 10    | 0        | 26    | 23    | --       | --          | .531  | 1837  | 456.2    | 247      | 6           | 273      | --    | 9        | 297      | 6     | 0        | 127   | 90       | 1.77     | 1.14    |
| 1941      | イーグルス 黒鷲軍 | 16    | 11    | 8     | 1     | 1        | 6     | 9     | --       | --          | .400  | 490   | 113.0    | 82       | 5           | 75       | --    | 0        | 54       | 4     | 2        | 53    | 39       | 3.11     | 1.39    |
| 通算：4年 | 通算：4年         | 179   | 136   | 113   | 21    | 1        | 65    | 78    | --       | --          | .455  | 5494  | 1298.0   | 849      | 28          | 898      | --    | 13       | 827      | 33    | 4        | 490   | 347      | 2.41     | 1.35    |

- 各年度の太字はリーグ最高、赤太字はNPBにおける歴代最高。
- イーグルスは、1940年に黒鷲（黒鷲軍）に球団名を変更

### タイトル
- 最多奪三振：2回 （1938年春、1940年）※当時連盟表彰なし

### 記録
- ノーヒットノーラン：2回　※史上5人目[4]
  - 1940年3月18日、対ライオン戦（阪急西宮球場）
  - 1941年4月14日、対阪神戦（後楽園球場）
- ノーヒット・失点試合
  - 1939年8月3日 対名古屋金鯱戦
- シーズン最多与四球：280個（1939年）
- 延長戦の1試合最多奪三振：20個 1938年9月16日、対巨人戦（甲子園）

### 背番号
- 25（1938年 - 1941年）